# Shōmu
Shōmu (聖武天皇?, Shōmu-tennō; 701 – 4 giugno 756) è stato il 45º imperatore del Giappone. Ha regnato dal 724 al 749 a Nara.

## Biografia
Figlio dell'imperatore Monmu e di Fujiwara no Miyako, figlia di Fujiwara no Fuhito. Il suo nome appena nato era Principe Obito.
Quando suo padre morì nel 707 Obito era ancora un bambino, dunque la madre di Monmu, l'imperatrice Genmei salì al trono. Nel 714 l'imperatrice nominò Obito principe ereditario. A causa della sua giovane età Genmei lasciò il trono nel 715 non a lui ma a sua zia Genshō che era sorella di Monmu. Nel 725 Genshō trasmette il trono a suo nipote.
Shōmu è il primo imperatore del Giappone la cui madre, Fujiwara no Komyoshi, non appartiene alla sua famiglia. Oggi è conosciuta come l'imperatrice Kōmyō.
Shōmu fu un fervente sostenitore del Buddhismo fondando anche il tempio Tōdai-ji a Nara.
Nel 749 abdicò in favore di sua figlia Abe nota successivamente come l'imperatrice Kōken.